# Lavsa
Lavsa je mali nenaseljeni otok u Jadranskom moru, pripada Hrvatskoj. Nalazi se u kornatskom arhipelagu.

## Zemljopisne osobine
Približni zemljopisni položaj ovog otoka je 43°45' sjeverne zemljopisne širine i 15°22' istočne zemljopisne dužine. 
Površine je 1,78 km četvornih. Otok je dug 2,1 km.
Najviši vrh na otoku je visok 111 m (Veli vrh).

## Kultura
Na Lavsi se nalaze lokaliteti s objektima pučkog graditeljstva (stanovi i lučice), odnosno očuvanim izvornim oblicima tradicijske gradnje ruralne grupacije građevina, u danas napuštenom (s povremenim stanovnicima) naselju Lavsa.

## Povijest i gospodarstvo
Na otoku je u doba starog Rima bila solana, koja se održala do 14. stoljeća (danas je pod morem). Na otoku su bila i skladišta soli.
Od poljodjelskih kultura, na otoku su maslinici.
Nalazi se u NP "Kornati".

## Vanjske poveznice
|  | Zajednički poslužitelj ima još gradiva o temi Lavsa |